# Laurent Gangbes
Laurent Gangbes est un haut cadre de l'administration au Bénin. Il est chargé de Mission du Président de la république du Bénin depuis 2017 et de la promotion de l'industrialisation de la Zone industrielle de Glo-Djigbé.

## Biographie

### Enfance, éducation et débuts
Laurent Gangbes est né au Bénin.

### Carrière
Laurent Gangbes est un haut cadre de l'administration au Bénin. En 2008, il est directeur au ministère en France chargé des infrastructures,.
Il dirige l'agence nationale chargée de la promotion industrielle  (APIEx), et copilote le projet de zone industrielle au Bénin,.
Il est aussi nommé directeur général de l'Agence de développement des petites et moyennes entreprises 